# Tetramorium kabulistanicum
Tetramorium kabulistanicum är en myrart som beskrevs av Bohdan Pisarski 1967. Tetramorium kabulistanicum ingår i släktet Tetramorium och familjen myror. Inga underarter finns listade i Catalogue of Life.